# Национальная ассоциация деловой авиации
Национальная ассоциация деловой авиации (сокр. NBAA) является некоммерческой организацией со штаб-квартирой в г. Вашингтон. Ассоциация представляет интересы более 8000 компаний.
Основанная в 1947 году, NBAA является промышленной ассоциацией, объединяющей компании, работающие в области деловой авиации или пользующиеся её услугами. Ассоциация предоставляет более 100 продуктов и услуг в области деловой авиации, включая ежегодную конференцию NBAA, крупнейшую выставку деловой авиации в мире. NBAA ставит своей целью создание благоприятного климата для развития деловой авиации в США и по всему миру.
В настоящее время NBAA возглавляет Эд Болен, избранный президентом и генеральным директором ассоциации в 2004 году.